# Serramanna
Serramannaⓘ ([sɛrraˈmanna]) – miejscowość i gmina we Włoszech, w regionie Sardynia, w prowincji Sud Sardegna.
Według danych na rok 2004 gminę zamieszkiwało 9325 osób, 112,3 os./km². Graniczy z Nuraminis, Samassi, Sanluri, Serrenti, Villacidro i Villasor.